# Štadión SNP
Stadion Słowackiego Powstania Narodowego (słow. Štadion SNP) – stadion sportowy w Bańskiej Bystrzycy na Słowacji, na którym swoje mecze rozgrywa piłkarska drużyna Dukla Bańska Bystrzyca. Na obiekcie odbywają się także międzynarodowe zawody lekkoatletyczne - obiekt gościł m.in. puchar Europy oraz drużynowe mistrzostwa Europy.